# Ivan Tomažič (1885–1943)
Ivan Tomažič, slovenski rimskokatoliški duhovnik, * 21. december 1885, Moste pri Ljubljani, † 3. avgust 1943, Mala Loka, Trebnje.

## Življenje
Rodil se je očetu Martinu in materi Apoloniji (rojeni Suhodolec). Po končani gimnaziji je vstopil v ljubljansko semenišče, v duhovnika je bil posvečen 12. julija 1909. Kot kaplan je deloval v Trnovem v Ilirski Bistrici in v Cerkljah na Gorenjskem. Nato je kot župnik služboval v Selah pri Kamniku. V aprilu leta 1929 je začel službo župnika v Trebnjem. Širil je ideje in zamisli Janeza Evangelista Kreka, v Trebnjem so ustanovili posojilnico, hranilnico in kmetijsko zadrugo, ljudi je opozarjal o škodljivih vplivih alkohola in zaradi svoje medicinske izobrazbe pomagal ljudem tudi z drugimi nasveti.
3. avgusta 1943 je s kaplanom Francem Fortuno odšel s kolesom na obisk k župniku v Čatež pri Zaplazu. Nazaj grede se je sam oglasil še v Mali Loki. Ob povratku domov ga je po pričevanjih iz zasede v glavo ustrelil pripadnik komunistične oziroma partizanske strani. 
Truplo so vaščani prepeljali v Veliko Loko in nato z vlakom v Trebnje.